# جان بلان
جان بلان (بالإنجليزية: Jean Blanc)‏ ولد بتاريخ 3 ديسمبر 1918 في فرنسا، وتوفي في 15 نوفمبر 1999 في فرنسا، كان دراج فرنسي.

## روابط خارجية
- جان بلان على موقع أرشيف الدراجات (الإنجليزية)
- جان بلان على موقع إحصائيات الدراجات الإحترافية (الإنجليزية)